# 수계
수계(水系, drainage system)란 어느 하천과 거기에 합류하는 다른 하천·내수면(호소·연못)을 총칭한 것을 말한다. 수계는 분수계에 의해 구분된다. 어느 수계에 강수가 유입하는 범위를 유역이라고 한다. 수계와 유역은 비슷한 개념이지만 유역이 면적인 확대를 나타내는데에 반해 수계는 물의 선적인 연결을 나타내고 있다.
또 일반적으로는 지표수의 연결만을 수계라고 생각하기 쉽지만 어느 하천으로부터 다른 하천에 지하를 통해서 물이 이동(수문순환)하는 경우를 많이 볼 수 있는 것이기 때문에 수계 개념에 지하수의 연결도 포함되어야 한다.

## 형상에 의한 분류
수계는 그 형상 등에서 다음과 같이 지리·학문적으로 분류된다.
지상 수계(Dendritic drainage pattern, 枝状水系)
일반적으로 볼 수 있는 형태이다. 본류와 지류가 나뭇가지와 같은 형상을 하고 있다.
평행 수계(Parallel drainage pattern, 平行水系)
급사면에서 보이는 형태이다. 급사면상에서 수류가 직선 모양이 되어 인접하는 수계와 평행하게 흐르는 것이다. 산맥 지대에서 많이 볼 수 있다.
격자상 수계(Rectangular drainage pattern, 格子状水系)
지질적으로 강한 구조상의 힘을 받고 있는 지역에서 보이는 형태이다.
방사상 수계(Radial drainage pattern, 放射状水系)
분지의 중앙부에서 형성되는 형태이다. 원추형의 화산 등에서 볼 수 있다.
방형장 수계(Trellis drainage pattern, 方形状水系)
단층 지대에서 형성되는 형태이다. 애팔래치아산맥에서 볼 수 있다.
환상 수계(Annular drainage pattern, 環状水系)
상공에서 보면 바퀴의 바퀴살 모양을 하는 형태이다.
난장 수계(Deranged drainage pattern, 乱状水系)
최종 빙기에 형성된 캐나다 순상지처럼 명확한 분수계도 없고 호수와 늪이 난잡하게 존재하는 수계 형상이다.

## 같이 보기
- 강
- 분수계
- 유역
- 유역면적
- 지류
- 하천쟁탈
- 지하수